# Peyre en Aubrac
Peyre en Aubrac é uma comuna francesa na região administrativa da Occitânia, no departamento de Lozère. Estende-se por uma área de 153.30 km², e possui 2.287 habitantes, segundo o censo de 2018, com uma densidade de 15 hab/km².
Foi criada, em 1 de janeiro de 2017, a partir da fusão das antigas comunas de Aumont-Aubrac, La Chaze-de-Peyre, Fau-de-Peyre, Javols, Sainte-Colombe-de-Peyre e Saint-Sauveur-de-Peyre.